# Оріхівське організоване злочинне угруповання
Оріхівська ОПГ — одна з центральних злочинних угруповань Москви 1990-х років. Це угрупування було противником кавказьких організованих злочинних угруповань.

## Історія
Оріхівська угруповання одержало свою назву від житлового масиву Москви Орехово-Борисово, де проживала більшість її членів. Вона почала зароджуватися ще в середині 1980-х років і остаточно сформувалася до 1988 року. До складу цієї ОЗГ увійшли багато колишніх спортсмени, які через відсутність перспектив у професійному спорті і реальної професії сподівалися отримати гроші на кримінальному поприщі. У той час їм усім було по 18-25 років. Своєю територією угруповання вважала не тільки район Орєхово-Борисово, а й майже весь південь і південний захід Москви.
Главою Оріхівської ОПГ став колишній тракторист із села Клин Боровичского району Новгородської області Сергій Іванович Тимофєєв, 1955 року народження, який отримав кличку «Сильвестр» за свою значну мускулатуру (по аналогії з Сильвестром Сталлоне). Сильвестр мав розгалужені зв'язки в кримінальному світі, зокрема, мав дружні стосунки з багатьма відомими злодіями в законі:
- Андрієм Ісаєвим, відомим також під прізвиськом «Розпис»;
- Павлом Захаровим, відомим також як «Паша Цируль»;
- В'ячеславом Іваньковим, відомим також під прізвиськом «Япончик».

До моменту утворення угруповання Тимофєєв налагодив зв'язки з іншими такими ж угрупованнями, зокрема, з Солнцевський ОЗУ і її лідером Сергієм Михайловим по кличці «Михась».

## 1980-і роки
Перші гроші бандити отримали шляхом розбійних нападів на водіїв-далекобійників. Члени ОЗГ в масках викидали їх з машин, а потім продавали машини і вантаж, що перевозиться. Потім «Оріхівська» взяли під свій контроль в вищевказаних районах практично всіх наперсточників, автовикрадачів і квартирних злодіїв. Тоді ж, в кінці 1980-х років почалася і епоха рекету. Під контролем угруповання виявилися ряд кооперативів, ресторанів, підприємств. Оріхівська ОЗУ стала однією з перших ОЗУ, які спробували взяти під контроль організаторів концертів естрадних виконавців. (Наприклад, відомий випадок здирництва в 1989 році по відношенню до Володимира Кузьміна та його групи «Динамік».)
Перші конфлікти у «ореховских» почалися також у кінці 1980-х років. З 1988 року вони серйозно почали конфліктувати з етнічними угрупованнями азербайджанців і чеченців з метою вибити з-під їх заступництва найбільший в СРСР ринок в Південному порту. Бажання взяти під свій контроль південні райони Москви викликало конфлікти з Нагатинской і Подільської ОЗУ. Найбільш серйозним з цих конфліктів став конфлікт з чеченськими ОЗУ. «Оріхівська» уклали союз з «солнцевські» проти них, однак до 1990 року він розпався. Проте Тимофєєв продовжував вважатися в Солнцевський ОПГ авторитетом, і конфліктів з ним намагалися уникати.
У 1989 році Сильвестра і частина його угруповання заарештували за звинуваченням у вимаганні та засудили до 3 років позбавлення волі. Звільнившись умовно-достроково, він повернувся в угруповання і зайнявся легальним бізнесом

## 1990-і роки
У 1991 році Тимофєєв і його угруповання стали звертати дуже пильну увагу на банківський бізнес. В результаті активної роботи в цьому напрямку Оріхівська ОЗУ стала контролювати близько 30 банків Центрального регіону Росії. Крім цього, Сильвестр займався всім, що тільки могло приносити дохід - індустрією дорогоцінних каменів і дорогоцінних металів, нерухомістю, автомобільним бізнесом, робив спроби прибрати до рук певний сегмент нафтового ринку. Гроші від операцій угруповання переводилися в іноземні банки, а сам Тимофєєв одружився і оформив собі подвійне громадянство, ставши громадянином Ізраїлю Сергієм Жлобінська. Таким чином, починаючи з 1993-1994 років, «Оріхівська» одними з перших кримінальних структур стали легалізовувати свої доходи.
Тимофєєв намагався самоусунутися від кримінальних операцій, часто просто передоручаючи їх своїм союзникам, наприклад угруповання Сергія Круглова по кличці «Серьожа Борода». В кінці 1993 року Круглов зник, а 5 січня 1994 року його тіло знайшли в Яузі. Також в той час спостерігалося активне співробітництво «ореховских» з Ізмайловський, Таганській, Перовської і рядом інших столичних ОЗУ. У жовтні 1993 року був убитий Узбек-старший, дещо пізніше - Димон.
Бійці «ореховских» в той час були задоволені станом речей. Вони отримували стабільний дохід, а істотних втрат угруповання практично не несла. Сильвестр був визнаним лідером всіх слов'янських злочинних угруповань, природних антагоністів кавказьких ОЗУ. Його авторитет був величезним.
13 вересня 1994 року в 2-й Тверській-Ямській вулиці «Мерседес S-600» Сергія Тимофєєва був підірваний разом з його господарем. За однією з версій, вбивство організував Япончик, за іншою - лідери Курганської ОЗУ. З усіма ними в останні місяці життя Сильвестра виникли конфлікти.
Смерть Сильвестра стала страшним ударом для угруповання. Після його смерті колишні соратники стали битися за його місце. Колись монолітна Оріхівська ОПГ фактично розпалася на близько 15 угруповань.
У травні 1995 року був убитий Казка. 22 червня 1995 року був убитий Узбек-молодший. 22 серпня біля свого будинку по вулиці Бєлова двома невідомими був убитий за замовленням двієчники 20-річний авторитет «ореховских» Юрій Миколайович Польщиков на прізвисько «Кот». 23 серпня о селищі Розвилка Двієчником і його людьми був викрадений ще один авторитет - Юрій Шишенін. Шишенін вивезли в безлюдне місце, розпороли ножем живіт і горло, потім скинули в відстійник.
Незважаючи на це, ніяких доказів проти бандитів у правоохоронних органів не було. Так, наприклад, в березні 1995 року біля кінотеатру «Мрія» відбулася розбирання між «Оріхівська» і «тамбовськими», в результаті якої двоє «тамбовських» загинули. Брали участь в розбиранні «Оріхівська» були заарештовані, проте через кілька днів відпустили на свободу.
У 1996 році з третьої за рахунком спроби убитий Двієчник. 30 листопада 1998 року був убитий Витоха.
Для підтримки влади в угрупованні влаштовувалися чистки. Вбивства часто поручилися друзям і навіть родичам жертви, щоб зломити психологічно. За час чисток в угрупованні було вбито не менше 150 осіб, в основному своїми.
Ося, розуміючи, що і йому загрожує та ж доля, інсценував власну смерть і емігрував до Іспанії, де був заарештований і екстрадований до Росії 4 березня 2010 року. 6 вересня 2011 засуджений до довічного ув'язнення

## Розгром
Починаючи з кінця 1990-х років пройшли масові арешти залишилися в живих членів Оріхівської ОЗУ. У 2002 році відбувся перший суд над 13 злочинцями, потім пройшло ще кілька процесів. Практично всі лідери «ореховских» були вбиті, тому суди пройшли в основному над рядовими виконавцями.

Могили загиблих «ореховских» на Введенському кладовищі Москви.
У самому початку 2000 року Моспрокуратура завершила розслідування справи найкривавішої бригади Ігоря Чернакова ( «двієчників»). На лаві підсудних опинилися 13 членів банди, серед яких Дмитро Баранчиков ( «Ураган»), Руслан Ертуганов ( «Рос»), Віктор Макіївці ( «Макар»), Вадим Логінов ( «Очкарик»), Михайло Кудрявцев ( «Берлога»), Олександр Ромашкін ( «Ромаха»), Денис Лебенков ( «Ден»), Дмитро Власов ( «Влас») і ін. В середині травня 2000 року співробітники МУРу затримали Оріхівського авторитету Ігоря Масленникова ( «Племінник»).
У липні 2000 року була арештована ціла банда кілерів, в числі яких опинився і вбивця Солоніка Олександр Пустовалов ( «Саша-Солдат»). Їм пред'явили звинувачення в скоєнні декількох десятків вбивств. 19 травня 2004 року відбувся суд, на якому один з членів угруповання Олександр Васильченко засуджений до довічного ув'язнення, Олександр Пустовалов отримав 22 роки в'язниці, Дмитро Куликов і Сергій Філатов - по 18 років, Віталій Александров, Володимир Кам'янецький, Іван Саусараіс, Олег Пронін і Руслан Полянський - по 17 років, Олександр Кравченко - 8 років, Яків Якушев і Дмитро Усалев - по 8 років умовно. Ще один член угруповання Віктор Сидоров отримав 5 років і був звільнений в залі суду разом з Якушева і Усалевим.
На початку червня 2005 року було заарештовано Ігор Смирнов ( «Ведмідь») і Володимир Сурков ( «Михей») за підозрою в подвійному вбивстві: Чурсіна та Губанова. Затримання відбулося буквально за кілька днів до закінчення терміну давності злочину, що, звичайно, сильно роздратувало «Ведмедя». Про його ролі в цих вбивствах повідав слідчим затриманий бандит в обмін на свободу. З його розповіді в кінці червня 1995 року Ведмідь посварився з Чурсіним і Губановим біля ресторану «Орехово», потім застрелив їх і вивіз тіла на Борисовські ставки. У 2006 році Мосміськсуд засудив Ігоря Смирнова до 21 року ув'язнення, його напарників - Ігоря Лосєва та Володимира Ковалівих (Торпеда-молодший) - до 12-ти і 10-ти років відповідно.
У 2006 році був затриманий останній з головних кілерів Олексій Шерстобитов ( «Льоша-Солдат»). Як і у випадку з Ігорем Смирновим, його видав затриманий бандит. «Льоша-Солдат» звинувачувався в цілій серії гучних вбивств і замахів, серед яких виділяються вбивства авторитету Ігоря Юркова ( «Удав»), Григорія Гусятинського ( «Гриня») і власника клубу «Доллс» Йосипа Глоцер. Але особливо гучним став розстріл Отарі Квантрішвілі ( «Отарік») у Краснопресненських лазень, який скоїв Шерстобитов в квітні 1994 року з горища одного з будинків поблизу. Розгляд йшло 2 роки і закінчилося обвинувальним вердиктом колегії присяжних в Московському міському суді в кінці вересня 2008 року. Олексій Шерстобитов засуджений до 23 років ув'язнення, Павлу Макарову і Сергію Єлізарову, які допомагали вбивці, дали 16 і 11 років.
Першим з числа «вимушених возвращенцев» став Руслан Зайцев, якого 15 січня 2001 року депортувала Угорщина. На думку оперативників 29-річний Зайцев був активним учасником однієї з ореховских банд. МВС Росії розшукувало його з 9 жовтня 1995 року.
15 лютого 2001 року, через місяць після екстрадиції Зайцева, іспанська спецназ в передмісті Барселони заарештував лідерів Оріхівської ОЗУ: Сергія Буторіна і його 29-річного напарника Марата Полянського. МВС Росії домагалося видачі Буторіна, так як накопичилася достатня база звинувачень: вимагання та організація 29 вбивств. Бандити активно чинили опір при арешті, так як розуміли, що в Росії їх чекає суворе покарання аж до довічного ув'язнення. Однак Іспанія не поспішала з видачею. Лише після 8 років ув'язнення за незаконне зберігання зброї, в жовтні 2009 року був екстрадований Марат Полянський, а на початку березня 2010 року - Сергій Буторін.
На початку вересня 2002 року в Одесі співробітники МУРу і української міліції затримали Олега Пилёва ( «Санич»), Сергія Махалина ( «Камбала») та інших активних учасників Оріхівської ОЗУ, які перебували в міжнародному розшуку за серію вбивств. Незабаром їх екстрадували в Росію. У серпні 2005 року, після серії неодружених затримань, був екстрадований з Іспанії старший брат Олега Пилёва, Андрій Пилёв ( «Малої»).
17 серпня 2005 Московський міський суд виніс вирок 11 членам Оріхівської ОЗУ, яка орудувала в Москві на початку 90-х років. Підсудні, на рахунку яких 18 вбивств і інші тяжкі злочини, засуджені до різних термінів ув'язнення від 4 до 24 років. Найбільший термін (24 роки в колонії суворого режиму) отримав ватажок банди Олег Пилёв. На 10 років засуджений Андрій Гусєв ( «Макар»), який разом з Пустоваловим вбивав Олександра Солоніка в січні 1997 року. Однак через два роки нововиявлені обставини змусили Мосміськсуд переглянути вирок Пилёву, і на початку вересня 2007 року він, а також Сергій Махалин ( «Камбала»), Олег Михайлов ( «Хохол») були засуджені до довічних ув'язнень. В даний час Михайлов відбуває призначене йому покарання в ІК-5 Вологодський п'ятак у Вологодській області.
27 вересня 2006 Мосміськсуд виніс вирок у справі одного з лідерів Оріхівської ОЗУ, 44-річного Андрія Пилёва ( «Малої»). Суд засудив Пилёва до 21 року позбавлення волі. Пилёва визнали винним в бандитизмі, а також вбивство (три замовних вбивства, включаючи вбивство кілера Солоніка і його подруги, фотомоделі Світлани Котової) і замаху на вбивство.
У травні 2011 року в Мадриді (Іспанія) був заарештований громадянин Росії Дмитро Костянтинович Бєлкін, який очолив Оріховську ОЗУ після арешту в 2001 році Андрія Пилова, Сергія Буторіна і Марата Полянського.